# Jessica Serfaty
Jessica Serfaty (* 4. April 1991 in Little Rock, Arkansas als Jessica Ann Michel) ist eine US-amerikanische Filmschauspielerin und Model.

## Leben
Jessica Serfaty nahm mit 18 Jahren an der 14. Staffel von America’s Next Top Model (2010) teil. Dort hielt sie bis zur 9. Episode durch und kam so unter die letzten fünf Kandidaten der Reality Show. Im Anschluss zog sie nach Los Angeles, wo sie eine Karriere als Schauspielerin und Model anstrebte. Sie unterschrieb bei Next Model Management. Sie modelte sie unter anderem für das Glam Couture Magazine, Seventeen, The LA Fashion, PacSun. Gooseberry Intimates, Adidas und Lezard Swim. Außerdem drehte sie Werbespots für McDonald’s, Doritos und Toyota.
Ihre erste Rolle hatte sie im Film The Mudman. Es folgten weitere Rollen in Kurzfilmen und B-Filmen. Zudem stand sie in einem Musikvideo von Tim McGraw feat. Taylor Swift und Keith Urban und einem Musikvideo von Dan Bălan vor der Kamera. Eine Hauptrolle hatte sie in dem Horrorfilm Ryde – Your Final Destination, in dem sie das Final Girl spielte.
Seit 2022 spielt sie in der Seifenoper Zeit der Sehnsucht als Sloan Petersen mit.

## Privatleben
Bekannt wurde Serfaty zunächst weniger durch ihre schauspielerische Karriere, sondern durch ihr Liebesleben. Dies war immer wieder Gegenstand der Klatschpresse. Bekannt wurde sie vor allem durch ihre Beziehung zu Ed Westwick, dem sie während der gegen ihn gerichteten Vergewaltigungsvorwürfe beistand. Nach dessen Freispruch trennte sich das Paar jedoch. 2023 gab sie die Verlobung mit Leonardo Maria Del Vecchio, dem Sohn des 2022 verstorbenen Unternehmers Leonardo Del Vecchio, bekannt.
Jessica Serfaty war von 2008 bis 2013 verheiratet. Aus dieser Ehe resultiert ein Sohn, Roman.

## Filmografie
- 2011: The Mudman
- 2012: Bat Romance
- 2013: Blood Brothers (Kurzfilm)
- 2016: Eiffel Tower (Kurzfilm)
- 2016: FML
- 2017: Ryde – Your Final Destination (Ryde)
- 2018: Ride
- 2019: Roe v. Wade
- 2019: The Professionals (Fernsehserie, 7 Folgen)
- 2020: Wheels of Fortune
- 2021: The Hack Job (Fernsehserie, 8 Folgen)
- seit 2022: Zeit der Sehnsucht (Days of Our Lives) (Fernsehserie, mehr als 100 Folgen)
- 2024: 72 Hours